# Chris Cuomo
Pour les articles homonymes, voir Cuomo.
Chris Cuomo est un journaliste américain né le 9 août 1970 dans le Queens. Il est animateur de télévision sur CNN de 2013 à 2021. Il est le frère et le fils des anciens gouverneurs de l'État de New York, Andrew Cuomo et Mario Cuomo.